# Mangifera collina
Mangifera collina là một loài thực vật thuộc họ Anacardiaceae. Đây là loài đặc hữu của Thái Lan.